# Ricky Nelson
Ricky Nelson, noto anche come Rick Nelson, all'anagrafe Eric Hilliard Nelson (Teaneck, 8 maggio 1940 – De Kalb, 31 dicembre 1985), è stato un cantante e attore statunitense di musica rock and roll.

## Biografia
Prima di essere un cantante di successo, Ricky Nelson ebbe un'intensa esperienza di attore sin da bambino. Nato nel 1940 in una famiglia di attori e cantanti (Harriet Nelson e Ozzie Nelson), fu coinvolto sin da ragazzino nell'industria dell'intrattenimento assieme al fratello maggiore David Nelson. Dal 1944 l'intera famiglia fu protagonista di una popolare serie radiofonica (The Adventures of Ozzie and Harriet) nella quale i Nelson interpretavano se stessi.
All'inizio i ragazzi erano ancora troppo piccoli e le loro voci furono recitate alla radio da vari attori, ma dopo qualche anno, dal 1949, David e Ricky si sentirono pronti per unirsi ai genitori nella conduzione del programma. Quando nel 1952 la serie fu adattata per il cinema (Here Come the Nelsons) i quattro formavano già un insieme affiatato e di grande esperienza. Il successo del film spinse i Nelson a intraprendere anche l'impresa televisiva, iniziata nell'ottobre dello stesso anno, questa volta con l'originario titolo, The Adventures of Ozzie and Harriet. Per un paio di anni la serie continuerà a svolgersi in parallelo alla radio e alla televisione, fino al giugno 1954.
La serie televisiva ebbe grande successo e si protrarrà per ben 14 stagioni, fino al 1966, contribuendo in modo decisivo all'affermarsi del genere delle sitcom familiari. David e Ricky sono tra i primi attori bambini a crescere letteralmente sullo schermo assieme ai loro personaggi, dalla prima adolescenza fino all'età adulta. Specie per quanto riguarda Ricky, che vi debutta a 12 anni, la serie documenta fedelmente passo dopo passo la sua personale trasformazione da attore bambino a idolo delle adolescenti e a cantante di successo. L'attività attoriale di Ricky non fu limitata alla partecipazione alla serie televisiva con la sua famiglia. Fu protagonista di importanti produzioni cinematografiche, dal western Un dollaro d'onore (1959) di Howard Hawks, accanto a John Wayne e Dean Martin, a La nave più scassata... dell'esercito (1960) in coppia con Jack Lemmon.

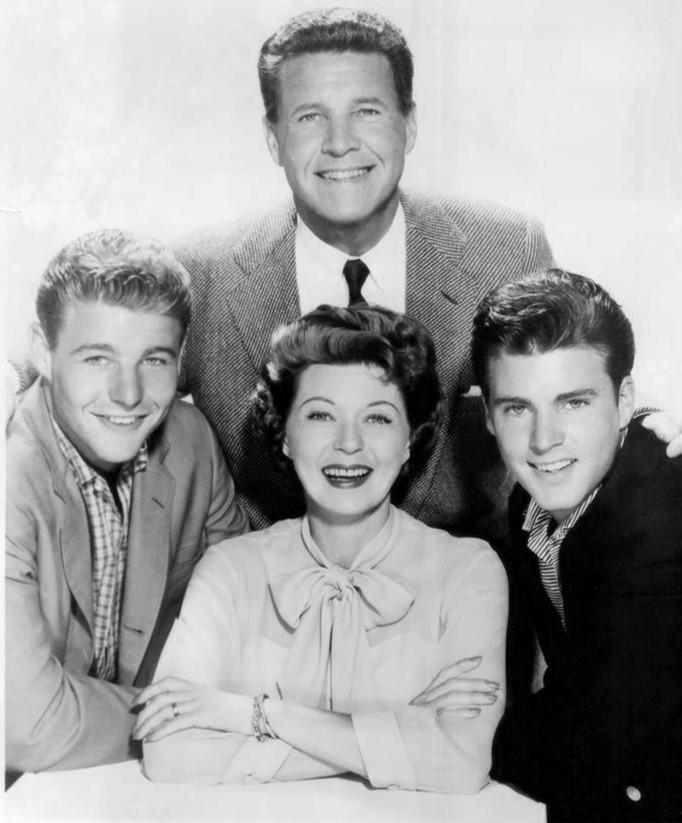
Ricky Nelson (a destra) otto anni dopo, nel 1960, sempre impegnato con i genitori e il fratello David nella sit com The Adventures of Ozzie and Harriet

La sua carriera si concentrò sempre più sull'attività di cantante. Nel 1958 il singolo Poor Little Fool raggiunse la prima posizione nella Billboard Hot 100 per due settimane e la quarta nella Official Singles Chart. Nel 1961 il singolo Travelin' Man raggiunse la prima posizione nella Billboard Hot 100 per due settimane. Il suo successo del 1975 Try (Try To Fall In Love), scritta da Norman DesRosiers per il suo gruppo The Groupies (che la incisero nel 1974), venne portata al successo in Italia da Roberto Vecchioni con il titolo Irene, incisa su 45 giri e nell'album Ipertensione.
Ricky Nelson morì il 31 dicembre 1985, a quarantacinque anni, mentre volava verso Dallas per uno show di capodanno; il suo aereo si schiantò presso DeKalb, in Texas. Nel 1987, due anni dopo, fu accolto nella Rock and Roll Hall of Fame; ha una stella nella Hollywood Walk of Fame, al 1515 Vine Street.
È il padre dell'attrice Tracy Nelson e dei gemelli Matthew e Gunnar Nelson, questi ultimi due leader del gruppo musicale Nelson.

## Riconoscimenti
- Young Hollywood Hall of Fame (1950's)

## Filmografia parziale

### Cinema
- Here Come the Nelsons, regia di Frederick de Cordova (1952)
- Storia di tre amori (The Story of Three Loves), regia di Vincente Minnelli e Gottfried Reinhardt (1953)
- Un dollaro d'onore (Rio Bravo), regia di Howard Hawks (1959)
- La nave più scassata... dell'esercito (The Wackiest Ship in the Army), regia di Richard Murphy (1960)
- Love and Kisses, regia di Ozzie Nelson (1965)

### Televisione
- The Adventures of Ozzie and Harriet – serie TV, 432 episodi (1952-1966)
- General Electric Theater – serie TV (1961)
- ABC Stage 67 – serie TV, episodio 1x12 (1966)
- Hondo – serie TV (1967)
- Uno sceriffo a New York (McCloud) – serie TV (1972)
- Le strade di San Francisco (The Streets of San Francisco) – serie TV, episodio 2x07 (1973)
- Difesa a oltranza (Owen Marshall: Counselor at Law) – serie TV (1972-1974)
- Petrocelli – serie TV (1974)
- Ai limiti dell'incredibile (Tales of the Unexpected) – serie TV (1977)
- Nel tunnel dei misteri con Nancy Drew e gli Hardy Boys (The Hardy Boys/Nancy Drew Mysteries) – serie TV (1977)
- Love Boat (The Love Boat) – serie TV (1978)
- CBS Library – serie TV (1981)

## Discografia

### Album in studio
- 1957 - Ricky (Imperial Records, LP 9048) a nome Ricky Nelson
- 1958 - Ricky Nelson (Imperial Records, LP 9050) a nome Ricky Nelson
- 1959 - Ricky Sings Again (Imperial Records, LP 9061) a nome Ricky Nelson
- 1959 - Songs by Ricky (Imperial Records, LP 9082/LP 12030) a nome Ricky Nelson
- 1960 - More Songs by Ricky (Imperial Records, LP 9122/LP 12059) a nome Ricky Nelson
- 1961 - Rick Is 21 (Imperial Records, LP 9152/LP 12071) a nome Rick Nelson
- 1962 - Album Seven by Rick (Imperial Records, LP 9167/LP 12082) a nome Rick Nelson
- 1963 - Best Sellers by Rick Nelson (Imperial Records, LP 9218) a nome Rick Nelson
- 1963 - It's Up to You (Imperial Records, LP 9223) a nome Rick Nelson
- 1963 - Million Sellers (Imperial Records, LP 9232) a nome Rick Nelson
- 1963 - A Long Vacation (Imperial Records, LP 9244) a nome Rick Nelson
- 1963 - For Your Sweet Love (Decca Records, DL 4419/74419) a nome Rick Nelson
- 1963 - Rick Nelson Sings "For You" (Decca Records, DL 4479/74479) a nome Rick Nelson
- 1964 - The Very Thought of You (Decca Records, DL 4559/74559) a nome Rick Nelson
- 1964 - Spotlight on Rick (Decca Records, DL 4608/74608) a nome Rick Nelson
- 1965 - Best Always (Decca Records, DL 4660/74660) a nome Rick Nelson
- 1965 - Love and Kisses (Decca Records, DL 4678/74678) a nome Rick Nelson
- 1966 - Bright Lights and Country Music (Decca Records, DL 4779/74779) a nome Rick Nelson
- 1967 - Country Fever (Decca Records, DL 4827/74827) a nome Rick Nelson
- 1967 - Another Side of Rick (Decca Records, DL 4944/74944) a nome Rick Nelson
- 1968 - Perspective (Decca Records, DL 5014/75014) a nome Rick Nelson
- 1970 - Rick Nelson in Concert (Decca Records, DL 75162) a nome Rick Nelson
- 1970 - Rick Sings Nelson (Decca Records, DL 75236) a nome Rick Nelson
- 1971 - Rudy the Fifth (Decca Records, DL 75297) a nome Rick Nelson
- 1971 - Legendary Masters (United Artists Records, UAS-9960) a nome Rick Nelson
- 1972 - Garden Party (Decca Records, DL 75391) a nome Rick Nelson
- 1973 - Rick Nelson Country (MCA Records, 2-4004) a nome Rick Nelson
- 1974 - Windfall (MCA Records, 383) a nome Rick Nelson
- 1974 - The Very Best of Rick Nelson (United Artists Records, UA-LA330-E) a nome Rick Nelson
- 1981 - Playing to Win (Capitol Records, SOO-12109) a nome Rick Nelson
- 1982 - The Decca Years (MCA Records, 1517) a nome Rick Nelson
- 1985 - Greatest Hits (Rhino Records, RNLP 215) a nome Rick Nelson
- 1986 - All My Best (MCA Records, 6163) a nome Rick Nelson

### Singoli
- 1957 - I'm Walkin'/A Teenager's Romance (Verve Records, 10047)
- 1957 - You're My One and Only Love/Honey Rock (Verve Records, 10070)
- 1957 - Be-Bop Baby/Have I Told You Lately That I Love You (Imperial Records, 5463)
- 1957 - Stood Up/Waitin' in School (Imperial Records, 5483)
- 1958 - Believe What You Say/My Bucket's Got a Hole in It (Imperial Records, 5583)
- 1958 - Poor Little Fool/Don't Leave Me This Way (Imperial Records, 5528)
- 1958 - Lonesome Town/Got a Feeling (Imperial Records, 5545)
- 1959 - Never Be Anyone Else But You/It's Late (Imperial Records, 5565)
- 1959 - Just a Little Too Much/Sweeter Than You (Imperial Records, 5595)
- 1959 - I Wanna Be Loved/Mighty Good (Imperial Records, 5614)
- 1960 - Young Emotions/Right By My Side (Imperial Records, 5663)
- 1960 - I'm Not Afraid/Yes Sir, That's My Baby (Imperial Records, 5685)
- 1960 - You Are the Only One/Milk Cow Blues (Imperial Records, 5707)
- 1961 - Travelin' Man/Hello Mary Lou (Imperial Records, 5741)
- 1961 - A Wonder Like You/Everlovin' (Imperial Records, 5770)
- 1962 - Young World/Summertime (Imperial Records, 5805)
- 1962 - Teen Age Idol/I've Got My Eyes on You (Imperial Records, 5864)
- 1962 - It's Up to you/I Need You (Imperial Records, 5901)
- 1963 - That's All/I'm in Love Again (Imperial Records, 5910)
- 1963 - Old Enough to Love/If You Can't Rock Me (Imperial Records, 5935)
- 1963 - A Long Vacation/Mad Mad World (Imperial Records, 5958)
- 1963 - Time After Time/There's Not a Minute (Imperial Records, 5985)
- 1963 - Today's Teardrops/Thank You Darlin' (Imperial Records, 66004)
- 1963 - You Don't Love Me Anymore (And I Can Tell)/I Got a Woman (Decca Records, 31475)
- 1963 - String Along/Gypsy Woman (Decca Records, 31495)
- 1963 - Fools Rush In/Down Home (Decca Records, 31533)
- 1963 - For You/That's All She Wrote (Decca Records, 31574)
- 1963 - Gypsy Woman/For Your Sweet Love (Decca Records, 34193-S)
- 1963 - Pick Up the Pieces/Every Time I See You Smilin' (Decca Records, 34194-S)
- 1963 - One Boy Too Late/Everytime I Think About You (Decca Records, 34195-S)
- 1963 - Let's Talk the Whole Thing Over/I Got a Woman (Decca Records, 34196-S)
- 1963 - I Will Follow You/What Comes Next (Decca Records, 34197-S)
- 1964 - Congratulations/One Minute to One (Imperial Records, 66017)
- 1964 - Everybody But Me/Lucky Star (Imperial Records, 66039)
- 1964 - The Very Thought of You/I Wonder (If Your Love Will Ever Belong to Me) (Decca Records, 31612/31612-PS)
- 1964 - There's Nothing I Can Say/Lonely Corner (Decca Records, 31656/31656-PS)
- 1964 - A Happy Guy/Don't Breathe a Word (Decca Records, 31703/31703-PS)
- 1965 - Mean Old World/When the Chips Are Down (Decca Records, 31756/31756-PS)
- 1965 - Yesterday's Love/Come Out Dancin' (Decca Records, 31800/31800-PS)
- 1965 - Love and Kisses/Say You Love Me (Decca Records, 31845/31845-PS)
- 1966 - Your Kind of Lovin'/Fire Breathin' Dragon (Decca Records, 31900/31900-PS)
- 1966 - Louisiana Man/You Just Can't Quit (Decca Records, 31956/31956-PS)
- 1966 - Alone/Things You Gave Me (Decca Records, 32026/32026-PS)
- 1966 - They Don't Give Medals (To Yesterday's Heroes)/Take a Broken Heart (Decca Records, 32055)
- 1967 - Take a City Bride/I'm Called Lonely (Decca Records, 32120/32120-PS)
- 1967 - Moonshine/Suzanne on a Sunday Morning (Decca Records, 32176)
- 1967 - Dream Weaver/Baby Close Your Eyes (Decca Records, 32222)
- 1968 - Don't Blame It on Your Wife/Promenade in Green (Decca Records, 32284)
- 1968 - Barefoot Boy/Don't Make Promises (Decca Records, 32298)
- 1969 - She Belongs to Me/Promises (Decca Records, 32550)
- 1970 - Easy to Be/Come On In (Decca Records, 32635)
- 1970 - I Shall Be Released/If You Gotta Go, Go Now (Decca Records, 32676)
- 1970 - Look at Mary/We Got Such a Long Way to Go (Decca Records, 32711)
- 1970 - How Long/Down Along the Bayou Country (Decca Records, 32739)
- 1971 - Life/California (Decca Records, 32779)
- 1971 - Thank You Lord/Sing Me a Song (Decca Records, 32860)
- 1971 - Love Minus Zero-No Limit/Gypsy Pilot (Decca Records, 32906)
- 1972 - Garden Party (Decca Records, 32980)
- 1973 - Be-Bop Baby/Stood Up (United Artists Records, 0071)
- 1973 - Lonesome Town/It's Up to You (United Artists Records, 0072)
- 1973 - Poor Little Fool/My Bucket's Got a Hole in It (United Artists Records, 0073)
- 1973 - Travelin' Man/Believe What You Say (United Artists Records, 0074)
- 1973 - Teen Age Idol/Young Emotions (United Artists Records, 0075)
- 1973 - Never Be Anyone Else But You/That's All (United Artists Records, 0076)
- 1973 - Young World/It's Late (United Artists Records, 0077)
- 1973 - Just a Little Too Much/Waitin' in School (United Artists Records, 0078)
- 1973 - Hello Mary Lou/Sweeter Than You (United Artists Records, 0079)
- 1973 - A Wonder Like You/Everlovin' (United Artists Records, 0080)
- 1973 - Palace Guard/Flower Opens Gently By (MCA Records, 40001)
- 1973 - Evil Woman Child/Lifestream (MCA Records, 40130)
- 1974 - Windfall/Legacy (MCA Records, 40187)
- 1974 - One Night Stand/Listream (MCA Records, 40214)
- 1975 - Louisiana Belle/Try (Try to Fall in Love) (MCA Records, 40392)
- 1975 - Rock and Roll Lady/Fadeaway (MCA Records, 40458)
- 1977 - It's Another Day/You Can't Dance (Epic Records, 50458)
- 1978 - Gimme a Little Sign/Something You Can't Buy (Epic Records, 50501)
- 1979 - Dream Lover/That Ain't the Way Love's Supposed to Be (Epic Records, 50674)
- 1981 - Almost Saturday Night/The Loser Babe Is You (Capitol Records, 4962)
- 1981 - Call It What You Wan't/It Hasn't Happened Yet (Capitol Records, 4974)
- 1981 - Believe What You Say/The Loser Babe Is You (Capitol Records, 4988)
- 1982 - No Fair Falling in Love/Give 'Em My Number (Capitol Records, B-5178)
- 1986 - You Know What I Mean/Don't Leave Me This Way (MCA Records, 52781)